# Radical Romantics
Radical Romantics — третий студийный альбом шведского музыканта Карин Дрейер, известного(-ой) как Fever Ray, изданный 10 марта 2023 года лейблами Rabid Records и Mute Records. В создании альбома приняли участие продюсеры Трент Резнор и Аттикус Росс из Nine Inch Nails, а также брат Дрейер, Олоф, с которым они создали дуэт электронной музыки the Knife. Radical Romantics был предварён тремя синглами: «What They Call Us», «Carbon Dioxide» и «Kandy».
После выхода альбом получил широкое признание критиков и был включён Pitchfork в Список лучших альбомов первой половины 2020-х годов (№ 35).

## Отзывы
| Совокупная оценка    | Совокупная оценка |
| Источник             | Оценка            |
| -------------------- | ----------------- |
| AnyDecentMusic?      | 7.6/10            |
| Metacritic           | 82/100            |
| Оценки критиков      |                   |
| Источник             | Оценка            |
| AllMusic             | [ 8 ]             |
| DIY                  | [ 1 ]             |
| The Line of Best Fit | 8/10              |
| Mojo                 | [ 10 ]            |
| NME                  | [ 11 ]            |
| The Observer         | [ 12 ]            |
| Paste                | 8.1/10            |
| Pitchfork            | 8.4/10            |
| Slant Magazine       | [ 14 ]            |
| Uncut                | 8.7/10            |

После выхода альбом Radical Romantics был высоко оценён музыкальными критиками. На сайте Metacritic, который присваивает нормализованную оценку из 100 баллов рецензиям основных критиков, альбом получил среднее значение 82 балла, основанное на 17 рецензиях, что свидетельствует о «всеобщем признании». В рецензии для New Musical Express Эрика Кэмпбелл охарактеризовала альбом как «коллекцию волнующих поп-виньеток, исследующих любовь как озабоченность, неудержимую борьбу и, самое главное, как миф».
Хизер Фарес из AllMusic отетил в рецензии, что «В музыкальном плане Radical Romantics, возможно, не столь революционен, как его предшественник Plunge, но то, как Дрейер убирает все, что мешает выразить любовь, похоть и потребность, все равно кажется авантюрным. Действительно, радостное неоновое сердце альбома предлагает одну из самых сияющих музык Драйера со времен Heartbeats группы Knife. Дрейер часто кажется более расслабленным и более откровенным на Radical Romantics, чем на предыдущих альбомах Fever Ray. Поклонники, возможно, ожидали увидеть еще один эпик вроде Plunge, но более доступные, более личные решения, которые Дрейер делает здесь, часто столь же рискованны и столь же полезны».

### Итоговые списки критиков
В 2024 году журнал Pitchfork включил этот диск в свой Список лучших альбомов десятилетия 2020-х годов (№ 35). Рич Юзвяк из Pitchfork отметил, что «В Radical Romantics, альбоме о том, как „выяснить, что такое любить“, согласно интервью Драйера Pitchfork в 2023 году, речь идет о промежуточности. Дрейер выкладывается на полную катушку, играя в заводных, сексуально-темповых электронных треках с размазанными синтезаторами и жуткими, ползучими битами. Немногие артисты последних четырех десятилетий, если таковые вообще имеются, воплотили в себе продюсерский этос Кейт Буш эпохи мечтаний — впустили в себя странности и позволили им разъесть сами границы поп-музыки, как это делает Дрейер. Путешествие Дрейер по самопознанию как квира и небинарной личности было отражено в интервью и творчестве, и многочисленные отсылки к их прошлым работам, разбросанные по всему альбому Radical Romantics, выглядят как саморефлексия художника, находящегося в постоянном движении. Radical Romantics — это сводка величайших причуд художника, который рассматривает идентичность как игровую площадку, а не просто рамки».
| Публикация | Список                                  | Ранг | Ссылка |
| ---------- | --------------------------------------- | ---- | ------ |
| Pitchfork  | The 100 Best Albums of the 2020s So Far | 35   | [ 17 ] |

## Список композиций
Текст всех песен создан Karin Dreijer. Вокалом на всех треках от Йоханнес Берглунд.
| №                   | Название              | Автор(ы)                   | Продюсеры                                                  | Длительность |
| ------------------- | --------------------- | -------------------------- | ---------------------------------------------------------- | ------------ |
| 1.                  | «What They Call Us»   | Karin Dreijer Olof Dreijer | K. Dreijer O. Dreijer                                      | 4:27         |
| 2.                  | «Shiver»              | K. Dreijer O. Dreijer      | K. Dreijer O. Dreijer                                      | 4:35         |
| 3.                  | «New Utensils»        | K. Dreijer O. Dreijer      | K. Dreijer O. Dreijer                                      | 4:17         |
| 4.                  | «Kandy»               | K. Dreijer O. Dreijer      | K. Dreijer O. Dreijer                                      | 4:07         |
| 5.                  | «Even It Out»         | K. Dreijer                 | K. Dreijer Trent Reznor Atticus Ross Johannes Berglund [a] | 3:07         |
| 6.                  | «Looking for a Ghost» | K. Dreijer Nídia Borges    | K. Dreijer Nídia Berglund                                  | 3:39         |
| 7.                  | «Carbon Dioxide»      | K. Dreijer                 | K. Dreijer Vessel                                          | 4:51         |
| 8.                  | «North»               | K. Dreijer                 | K. Dreijer Reznor Ross                                     | 4:04         |
| 9.                  | «Tapping Fingers»     | K. Dreijer                 | K. Dreijer Pär Grindvik Peder Mannerfelt                   | 3:57         |
| 10.                 | «Bottom of the Ocean» | K. Dreijer                 | K. Dreijer                                                 | 7:06         |
| Общая длительность: | Общая длительность:   | Общая длительность:        | Общая длительность:                                        | 44:10        |

Замечания
- ↑  дополнительный продюсер

## Чарты
| Чарт (2024)                                  | Высшая позиция |
| -------------------------------------------- | -------------- |
| Бельгия/Фландрия (Ultratop)                  | 28             |
| Бельгия/Валлония (Ultratop)                  | 117            |
| Шотландия (Scottish Albums Chart)            | 20             |
| Швейцария (Schweizer Hitparade)              | 92             |
| Великобритания (UK Digital Albums Chart)     | 12             |
| Великобритания (UK Independent Albums Chart) | 7              |